# Poelwijk
Poelwijk of Poelwyk is een voormalige suikerplantage aan de Pericakreek in het stroomgebied van de Commewijne in de kolonie Suriname. In het Sranantongo werd de plantage ook wel Bekri genoemd, naar de eigenaar Becker of Bekker. 

## Beschrijving
De plantage was gelegen aan de Pericakreek links in het opvaren; grenzend stroomopwaarts aan de militaire post Bel-air, stroomafwaarts aan de koffieplantage Nieuw Altona. 
In 1819 was de plantage 1.294 Surinaamse akkers groot, ongeveer 556 hectare. Later werd ze samengevoegd met Nieuw Altona tot in totaal 1.720 akkers.
Er werd suikerriet verbouwd. In 1858 bezat Poelwijk een stoomgedreven suikermolen en werkten er 149 slaafgemaakten; 65 mannelijk, 84 vrouwelijk.

## Boni-marrons
Poelwijk werd tweemaal aangevallen door de Boni-marrons, namelijk in juni 1772 en in september 1775. In 1772 gebeurde dit onder leiding van Baron. Hij plunderde de plantage, nam alle kruit en munitie mee, vermoordde de plantagedirecteur en zond de blankofficier, Muller genaamd, naar Paramaribo met deze woorden: ‘Wat u betreft, gij kunt u verwijderen en uwe huid in veiligheid brengen, want gij zijt nog te kort in de kolonie om ons, slaven, te kunnen mishandelen’. Vervolgens brandden de marrons de gebouwen af en ontvoerden (bevrijdden) 47 slaven.

## Eigendomssituaties
(naar jaar)
- 1737: Jac. Schuit
- 1819: Erven B.C. Becker
- 1824: Erven Bekker en erven Spiering
- 1863: Erven Mr. F.E. Becker en Spiering

## Emancipatie
Bij de afschaffing van de slavernij in Suriname in 1863 werden op Poelwijk 251 slaven vrijgemaakt, waarbij 64 nieuwe familienamen werden geboekstaafd, te weten: 
Alpendam, Alspeer, Arren, Arzen, Babrak, Bakerdal, Bakstag, Balgen, Balsem, Barmstein, Batson, Berger, Berghout, Bergtop, Berkleef, Bladheuvel, Blomhof, Boomknop, Boommeester, Bordes, Bouderschans, Brader, Brakburg, Bruyer, Dakriet, Drevel, Droessem, Driller, Dunk, Flank, Flankens, Fleer, Flemmendorp, Fluiten, Flusband, Forburg, Gangler, Galm, Gaalland, van Harten,  Houthakkers, Houthuis, Houtzerk, Huidspier, Huif, Huisloop, Huiven, Hurk, Kasloop, Kranthoven, Kromwalf, Krophout, Landbrug, Lenkres, Linze, Lustberg, Maats, Maler, Marmers, Noordlust, Rentenstein, Rotsenburg, Tytel en Vlijtershuis. 